# Везендорф
Везендорф (њем. Wesendorf) општина је у њемачкој савезној држави Доња Саксонија. Једно је од 41 општинског средишта округа Гифхорн. Према процјени из 2010. у општини је живјело 4.950 становника. Посједује регионалну шифру (AGS) 3151038.

## Географски и демографски подаци
Везендорф се налази у савезној држави Доња Саксонија у округу Гифхорн. Општина се налази на надморској висини од 59 метара. Површина општине износи 31,2 km². У самом мјесту је, према процјени из 2010. године, живјело 4.950 становника. Просјечна густина становништва износи 159 становника/km².

## Међународна сарадња
| Мјесто   | Држава   | Врста сарадње | Од    |
| -------- | -------- | ------------- | ----- |
| Мотомија | Јапан    | контакт       | 1994. |
| Пака     | Мађарска | партнерство   | 1991. |
| Извор    |          |               |       |